# Strongylognathus kratochvili
Strongylognathus kratochvili är en myrart som beskrevs av Silhavy 1937. Strongylognathus kratochvili ingår i släktet Strongylognathus och familjen myror. Inga underarter finns listade i Catalogue of Life.